# Porte cittadine di Roma
Le porte cittadine di Roma sono le aperture nelle diverse cinte murarie che hanno protetto la città dalla sua fondazione, e che in parte sono tuttora conservate.

## Storia
L'Etimologia del termine per alcuni etimologisti latini deriverebbe da portare, in questo caso l'aratro utilizzato dai romani per tracciare il pomerio, proprio come fece Romolo per tracciare, i confini di Roma, che in quei tratti dove il muro si sarebbe dovuto interrompere per permettere il passaggio, ovvero dove si progettava dovesse stare la porta, veniva sollevato. Il tratto del solco lasciato senza traccia, veniva segnalato da pietre terminali, che poi venivano gettate nel deposito di fondazione, sotto la soglia della porta, a sancirne la sacralità. La progettazione e la costruzione della porta, come per il pomerio e le mura, rientrava quindi nei riti di fondazione della città. Per Varrone e Livio questo rito era di derivazione etrusca.
Giano, il dio degli inizi, materiali e immateriali, una delle divinità più antiche e più importanti della religione romana, latina e italica, era anche il dio preposto alla difesa delle porte. 
Che la circondasse completamente o solo a tratti, il muro che inizialmente delimitava la città doveva certamente avere delle porte d'accesso. Già gli stessi autori d'epoca imperiale (che scrivevano a sette-otto secoli di distanza) non avevano notizie certe in proposito, né sul numero (tre o quattro), né, tanto meno, sui nomi. Valga per tutti l'esempio di Plinio, secondo il quale le porte erano "tre o forse quattro”, aperte in una cinta muraria che racchiudeva il Palatino e il Campidoglio.
Le ipotesi più accreditate, secondo le indicazioni suggerite da Varrone, suppongono che possa essere esistita una Porta Mugonia (di etimologia molto incerta), posizionata nei pressi dell'arco di Tito, una Porta Romana o Romanula, nei pressi della Basilica di Santa Francesca Romana, la cui denominazione è stata forse assegnata dai Sabini che, stabiliti sul colle Quirinale, dovevano passare da lì per entrare nella Roma della fondazione, e una terza porta (Januaria? Janualis? Trigonia? Capena?). L'ubicazione di quest'ultimo accesso è assolutamente incerta, ma se la Mugonia era verso il colle Velia, la Romana, oltre ad assicurare i contatti con i Sabini, si apriva nei pressi della fonte di Giuturna, la più vicina risorsa di acqua potabile, è probabile che la terza porta si dovesse aprire verso il Velabro, consentendo quindi l'accesso al Tevere, che rappresentava un'importantissima via di transito commerciale, e di conseguenza anche al mare.
Da questa configurazione, che secondo gli studiosi parrebbe essere la più verosimile, è però stranamente assente un ulteriore accesso dalla parte del colle Querquetulano (il Celio) e quindi verso il territorio dei Latini. Alcuni studiosi ritengono che fosse proprio la Trigonia (o comunque si sia chiamata) ad aprirsi verso il Celio, all'altezza della Chiesa di San Gregorio al Celio, e in questo caso sarebbe l'accesso dalla parte del Tevere a essere stranamente mancante.
Non si può comunque escludere l'eventualità di qualche passaggio secondario lungo il perimetro delle mura, se non, addirittura, di una quarta porta. Non è un caso che Plutarco citi una Porta Ferentina, quando Romolo, in seguito a una grave pestilenza che aveva colpito la città di Roma, procedette alla sua purificazione con sacrifici espiatori, che si celebrarono presso questa porta, che conduceva alla selva ferentina ai piedi dei Colli Albani.
Le porte delle mura serviane non avevano alcuna struttura monumentale, come suggeriscono i pochi resti ritrovati, ma erano limitate alla semplice funzione di passaggio. Solo con i restauri di epoca augustea si procedette ad un processo di monumentalizzazione di alcune delle antiche porte e in parte, nel tempo, furono trasformate in archi di vario significato.
Con l'accrescimento della città, sia per popolazione che per importanza, le porte vennero ad aggiungere all'elemento funzionale, anche un elemento monumentale, tanto che le più rilevanti, quelle che si aprivano sulle vie di comunicazione più importanti, si componevano di due arcate gemelle, erano pavimenta in travertino, ed erano affiancate da due torri cilindriche. Altre, meno importanti, seppure sempre affiancate da due torri cilindriche in funzione difensiva, erano ad una sola arcata. Quelle difese da comuni torri rettangolari, infine, ad una sola arcata, erano quelle di minor importanza..
Roma, la sua popolazione, le sue porte e mura, ebbero grandemente a soffrire a causa degli Ostrogoti condotti da Totila, che per tre volte, tra il 544 e il 549, assediarono e conquistarono la città.
A Leone IV si devono i grandi lavori di riparazione e rinforzo delle porte e delle mura cittadine tra l'848 e l'849, in funzione difensiva contro gli attacchi portati dai Saraceni a Roma.
L'umanista Poggio Fiorentini, che visse a Roma tra il 1423 e il 1453, scrive di aver contato dieci porte aperte e tre porte chiuse, non contando tra queste tredici, quelle delle mura Leonine.

## Elenco
Le porte sono elencate secondo le mura di appartenenza (romulee, serviane, aureliane, leonine e gianicolensi), comprese quelle oggi non più esistenti.

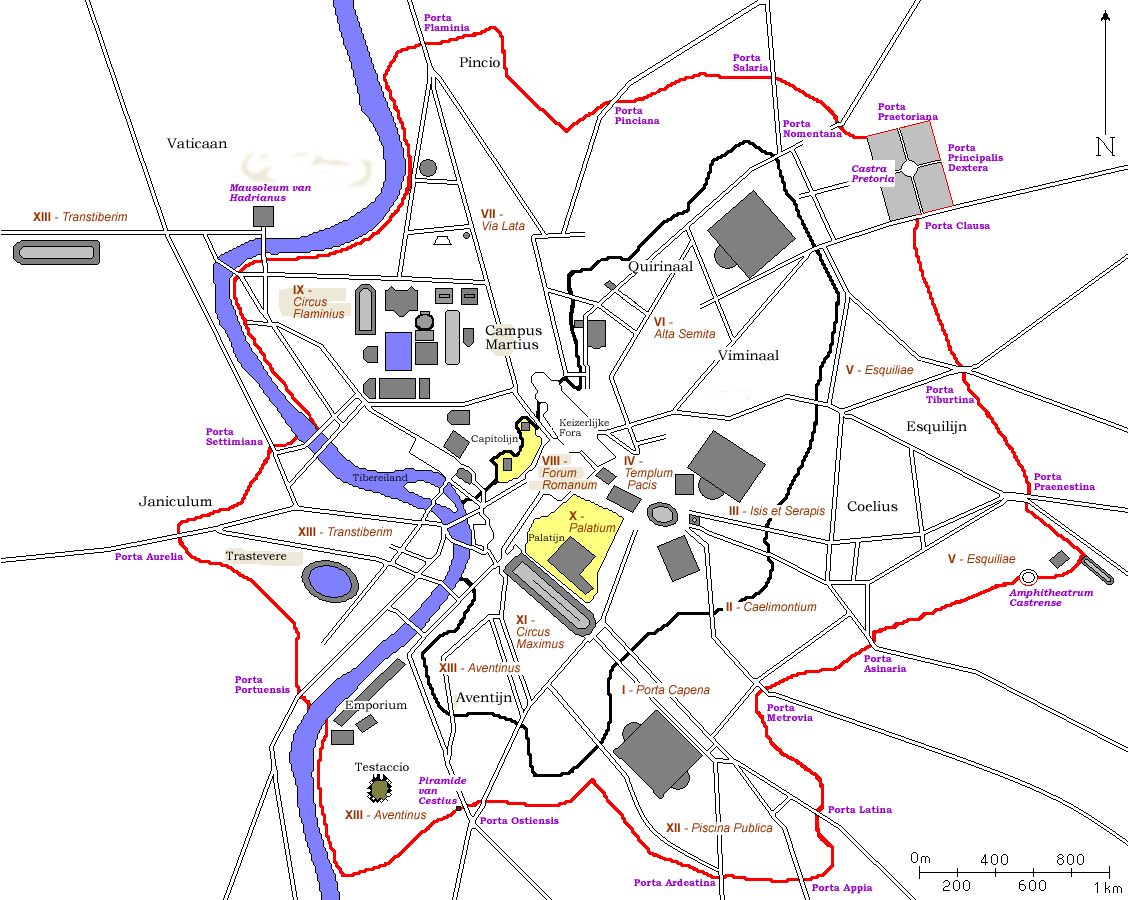
Mappa delle porte romane lungo le mura aureliane.

### Porte delle Mura aureliane

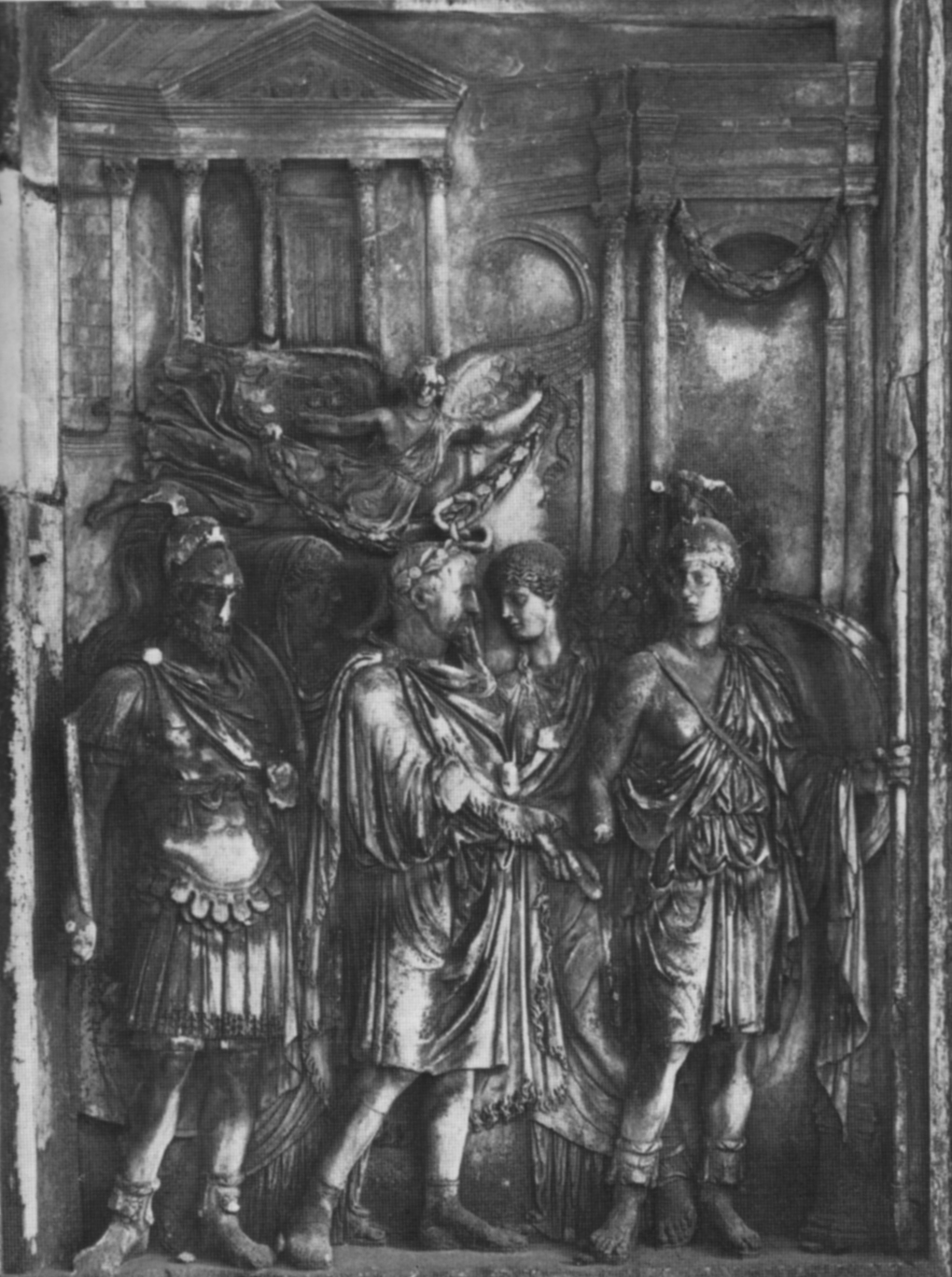
Il rilievo adrianeo nell'Arco di Costantino che mostra Marco, sulla cui testa vola una Vittoria, tra Marte e la Virtus che lo invitano a entrare nella Porta Triumphalis; sullo sfondo il tempio di Fortuna

Elenco delle porte nelle Mura Aureliane, da nord e in senso orario:
- Porta Flaminia, poi diventata Porta del Popolo; da qui inizia la Via Flaminia;
- Porta Pinciana, forse un semplice accesso secondario ampliato in occasione della ristrutturazione del V secolo, da dove usciva la Via Salaria vetus;
- Porta Salaria, demolita, da qui iniziava la Via Salaria;
- Porta Nomentana, da qui iniziava la vecchia Via Nomentana; ora chiusa e sostituita a un centinaio di metri di distanza da Porta Pia, dove inizia la nuova Via Nomentana;
- Porta Praetoriana, la vecchia entrata, sul lato occidentale, ai Castra Praetoria, la caserma della Guardia Pretoriana; fu eliminata da Costantino quando questi sciolse la guardia;
- Porta Clausa, risalente alla ristrutturazione del V secolo;
- Porta Tiburtina, poi chiamata Porta San Lorenzo; da qui iniziava la Via Tiburtina (ora chiamata Via Tiburtina Antica); la moderna Via Tiburtina inizia poco più avanti;
- Porta Prenestina-Labicana, ora Porta Maggiore, da qui iniziavano la Via Prenestina e la Via Labicana; qui si incrociano tre acquedotti;
- Porta Asinaria, da qui iniziava la vecchia Via Asinaria, da cui poi partiva la Via Tuscolana; ora la porta è inutilizzata e si trova accanto alla nuova Porta San Giovanni aperta nel XVI secolo, da dove inizia la Via Appia Nuova;
- Porta Metronia;
- Porta Latina, da qui inizia la Via Latina;
- Porta Appia, ora Porta San Sebastiano, da qui inizia la Via Appia;
- Porta Ardeatina, probabilmente una semplice posterula;
- Porta Ostiense, ora Porta San Paolo, accanto alla Piramide Cestia; da qui inizia la Via Ostiense;
- Porta Portuensis, da qui iniziava la Via Portuense; con la costruzione delle Mura gianicolensi fu abbattuta e sostituita, qualche centinaio di metri più a nord, dalla Porta Portese;
- Porta Aurelia, da qui inizia la Via Aurelia; con la costruzione delle Mura gianicolensi fu ricostruita e denominata Porta San Pancrazio;
- Porta Settimiana, successivamente inglobata all'interno delle Mura gianicolensi cessò la sua funzione di bastione;
- Porta Cornelia, poi chiamata Porta San Pietro, si trovava sulla riva sinistra del Tevere, di fronte all'odierno Ponte Sant'Angelo.

### Porte delle Mura gianicolensi
- Porta Portese
- Porta San Pancrazio

### Porte delle Mura leonine
- Porta Angelica, demolita
- Porta Castello, demolita
- Porta Cavalleggeri, già Porta Turrionis, murata
- Porta Fabbrica, già Porta Fornacum, murata
- Porta Pertusa, murata
- Porta San Pellegrino, già Porta Viridaria
- Porta Sant'Angelo, demolita
- Porta Santo Spirito, l'antica posterula Saxonum

### Porte delle Mura romulee
- Porta Mugonia (scomparsa)
- Porta Romanula o Romana (scomparsa)
- Porta Januaria (scomparsa)

### Porte delle Mura serviane
- Porta Capena (scomparsa)
- Porta Carmentalis (scomparsa)
- Porta Celimontana
- Porta Collina (scomparsa)
- Porta Esquilina
- Porta Flumentana (scomparsa)
- Porta Fontinalis (scomparsa)
- Porta Catularia (scomparsa)
- Porta Lavernalis (scomparsa)
- Porta Naevia (scomparsa)
- Porta Querquetulana (scomparsa)
- Porta Quirinalis (scomparsa)
- Porta Ratumena (scomparsa)
- Porta Raudusculana (scomparsa)
- Porta Salutaris (scomparsa)
- Porta Sanqualis (scomparsa)
- Porta Trigemina (scomparsa)
- Porta Triumphalis (scomparsa)
- Porta Viminalis (scomparsa)

## Porte non murarie
Nonostante il nome, le seguenti porte non fanno parte delle cerchie murarie:
- Porta Alchemica, ora collocata nei giardini di Piazza Vittorio Emanuele II;
- Porta Furba, un'apertura nell'Acquedotto Felice dove passa la Via Tuscolana;
- Porta Santa, accesso murato alle quattro basiliche maggiori che viene aperto solo in occasione di un giubileo.